# Monarcha magicaria
Monarcha magicaria là một loài bướm đêm trong họ Geometridae.